# Charles Allwright

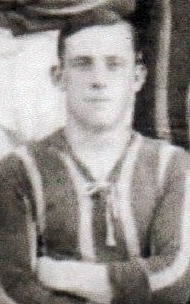
Charles Allwright auf einer Postkarte von 1912

Charles Allwright (* 1902; † 10. August 1978 in Ramsgate) war ein englischer Tischtennisspieler, der an den ersten beiden Weltmeisterschaften teilnahm und jeweils im Mannschaftswettbewerb Bronze gewann.

## Werdegang
Charles Allwright spielte Anfang der 1920er Jahre Cricket und gewann dabei 1922/23 die Londoner Meisterschaft (London League Championship). Im Tischtennis vertrat er in den 1920er Jahren England bei vielen internationalen Wettkämpfen. Bei der Offenen englischen Meisterschaft 1924/25 wurde er Zweiter hinter dem Inder Prashant N. Nanda.
1926 und 1928 nahm er an den Weltmeisterschaften teil. Dabei wurde er mit der englischen Mannschaft jeweils Dritter hinter Ungarn und Österreich.
Mitte der 1920er Jahre gehörte er mehrere Jahre lang dem Präsidium (Executive Committee) des Englischen Tischtennisverbandes ETTA an. Ende der 1920er Jahre beendete Charles Allwright seine Laufbahn als aktiver Tischtennisspieler. Danach spielte er noch Cricket und Fußball.

## Turnierergebnisse
| Verband | Veranstaltung     | Jahr | Ort       | Land | Einzel    | Doppel        | Mixed        | Team |
| ------- | ----------------- | ---- | --------- | ---- | --------- | ------------- | ------------ | ---- |
| ENG     | Weltmeisterschaft | 1928 | Stockholm | SWE  | letzte 16 | Viertelfinale | keine Teiln. | 3    |
| ENG     | Weltmeisterschaft | 1926 | London    | ENG  | letzte 16 | letzte 32     | keine Teiln. | 3    |